# ブシロードムーブ
株式会社ブシロードムーブ（英: Bushiroad Move）は、広告代理店、テレビ番組制作、音響制作およびタレントマネージメント事業などを営む日本の企業。ブシロードグループに属する。

## 概要
2016年9月に株式会社響として設立され、株式会社ブシロードミュージックが運営していたインターネットラジオ事業とタレントマネージメント事業を承継した。
株式会社ブシロードメディアより、2020年2月1日付で、広告代理店業務（番組・イベント制作を含む）を吸収分割で承継すると共に、株式会社ブシロードムーブに商号変更した。
広告代理店事業の承継は、『IPディベロッパー』を基本戦略とするブシロードグループがこれまで培ってきたIPの広告・プロモーションや声優、音響制作に関する知見・ノウハウを本格的に外部企業のIPプロモーション向けにサービス提供する体制を整える意図にある。また、IPビジネスの変化が今後増々激しくなることを見越し、時代の先手を打つ会社になるべく、企業理念に「A First MOVE（先手を打つ）」を掲げ、新商号に採用した。

## 沿革
- 2016年9月29日 - 株式会社響（ブシロードグループ2代目）設立、インターネットラジオ（音響）制作事業及びタレント事業をブシロードミュージックより移管。
- 2017年8月1日 - 「ホームズ探偵学院」の運営ブシロードミュージックより移管[5]（2019年7月閉鎖）。
- 2018年（正確な時期不明） - 資本金を900万円から2,900万円に増資[6]。
- 2020年2月1日 - ブシロードメディアより吸収分割で広告代理店事業を承継し、同時に商号を株式会社ブシロードムーブに変更[4]。

## 展開している事業
これらの事業は、ブシロードグループ内の業務が中心だが、ブシロードムーブとして体制を整えてからは（一部は従来より）、外部への売り込みを強化している。
また、いずれも元々は株式会社ブシロードメディア（前身の初代株式会社響時代を含む）が創業した事業であり、下記に一部記載されている実績は、ブシロードメディア時代を含む。

### 音響制作事業
社内に音響制作スタジオを2つ有しており、ナレーション・ゲーム・ラジオなど、音響収録を行うことができる。
また、インターネットラジオ局『響 - HiBiKi Radio Station -』の運営も行っている（元々の主体はこちらであった）。

#### 音響制作実績
2018年度
- スマートフォン用ゲーム「少女☆歌劇 レヴュースタァライト -Re LIVE-」
- スマートフォン用ゲーム「ロストディケイド」
- スマートフォン用ゲーム「苍之纪元」（ロストディケイドの中華人民共和国版）
- 「ARGONAVIS from BanG Dream!」ボイスドラマ
- その他、CMナレーション、LINEスタンプ用ボイス、レジャー施設用園内アナウンス用ボイス

### 番組制作事業
ブシロードグループのテレビ番組（月刊ブシロードTVなど）ほか関連映像の制作を行っている。

#### 番組制作実績
2018年度
- テレビ番組
  - バンドリ！＆ガルパお正月13時間スペシャル！（特別番組）
  - バンドリ！TV
  - 月刊ブシロードTV with 戸山姉妹
  - 月刊ブシロードTV with ヴァンガード
  - 月刊ブシロードTV with トリモン & BanG Dream!
  - 月刊ブシロードTV with 九州三国志 & BanG Dream!
  - 少女☆歌劇 レヴュースタァライト -Re LIVE-　スタリラ予習スペシャル
  - 大晦日だよ ミルキィホームズ2018
- Web配信
  - カードゲームしよ！（あいみこ Ver.）ミュージックビデオ
- CM
  - ヴァイスシュヴァルツ ブースターパック「少女☆歌劇 レヴュースタァライト」実写CM
- その他映像制作
  - Voice Actor Card Collection VOL.02　愛美＆尾崎由香 feat.戸山姉妹『あいみんとおざぴゅあ』メイキングDVD

2019年度
- テレビ番組
  - 24時間 バンドリ！TV（特別番組）
  - バンドリ！TV
  - バンステ！ BanG Dream! STATION
  - 月刊ブシロードTV ガルパ2周年記念SP（特別番組）
  - 月刊ブシロードTV with スタァライト & BanG Dream！
- Web番組
  - バンドリ！TV LIVE
- CM
  - ヴァイスシュヴァルツはじめようCM ～昨日とは違うクライマックス編～
- その他映像制作
  - Voice Actor Card Collection VOL.03 小倉 唯『Yuica もしも小倉 唯がカードになったら』メイキングDVD
  - Poppin'Party 1st Album「Poppin'on!」特典映像「そうだキャラバンに行こう。～バンドリーマー感謝キャラバンの旅～」

### イベント制作事業
ブシロードグループ主催の大規模イベントにおける事務局機能などを担っている。

#### イベント実績
- ガルパーティ！＆スタリラ祭2019 in 池袋
- 「大ヴァンガ祭×大バディ祭2019」「しろくろフェス2019」
- スクフェス感謝祭2018 in 沼津
- 「フューチャーカード 神バディファイト」発表会

### 代理店事業
ブシロードグループのハウスエージェンシーの役割を有している。

#### 製作に参画している作品
| 年     | タイトル                                                       | アニメーション制作                            | 備考                                                                 |
| ------ | -------------------------------------------------------------- | --------------------------------------------- | -------------------------------------------------------------------- |
| 2021年 | 擾乱 THE PRINCESS OF SNOW AND BLOOD                            | BAKKEN RECORD                                 | メディアミックスプロジェクト。製作委員会参画、響所属の三森すずこ主演 |
| 2021年 | カードファイト!! ヴァンガード overDress                        | Kinema citrus ぎふとアニメーション STUDIOJEMI | 協力                                                                 |
| 2021年 | ぼくたちのリメイク                                             | feel.                                         | 製作委員会参画、HiBiKi所属の伊藤昌弘主演                             |
| 2021年 | 白蛇: 縁起                                                     | 追光動画 ワーナー・ブラザース                 | 劇場版アニメ。日本語吹替版配給、響所属の三森すずこ主演               |
| 2021年 | 進化の実〜知らないうちに勝ち組人生〜                           | HOTLINE                                       |                                                                      |
| 2022年 | 異世界美少女受肉おじさんと                                     | オー・エル・エム Team Yoshioka                |                                                                      |
| 2022年 | カードファイト!! ヴァンガード will+Dress                       | Kinema citrus ぎふとアニメーション STUDIOJEMI |                                                                      |
| 2022年 | 組長娘と世話係                                                 | feel.、GAINA                                  |                                                                      |
| 2022年 | 黒の召喚士                                                     | サテライト                                    |                                                                      |
| 2022年 | 農民関連のスキルばっか上げてたら何故か強くなった。             | studio A-CAT                                  |                                                                      |
| 2023年 | とんでもスキルで異世界放浪メシ                                 | MAPPA                                         | プロモーションを担当                                                 |
| 2023年 | カードファイト!! ヴァンガード will+Dress（Season2・3）         | Kinema citrus ぎふとアニメーション STUDIOJEMI |                                                                      |
| 2023年 | ユーチューニャー                                               | レスプリ                                      | 出資。プロモーション・音楽制作・音響制作を担当                       |
| 2023年 | Re:STARS                                                       | ASK ANIMATION STUDIO                          | チームジョイ、トムス・エンタテインメントと3社共同で企画・提供        |
| 2023年 | Re:STARS 〜未来へ繋ぐ2つのきらぼし〜                           | ASK ANIMATION STUDIO                          | 劇場版アニメ。配給                                                   |
| 2023年 | フェ～レンザイ -神さまの日常-                                  |                                               | 日本語吹替版                                                         |
| 2023年 | 君のことが大大大大大好きな100人の彼女                          | バイブリーアニメーションスタジオ              | バンダイナムコフィルムワークスと共同。音響制作                       |
| 2023年 | 冒険者になりたいと都に出て行った娘がSランクになってた          | 颱風グラフィックス                            |                                                                      |
| 2024年 | 転生貴族、鑑定スキルで成り上がる                               | studioMOTHER                                  | バンダイナムコフィルムワークスと共同                                 |
| 2024年 | 劇場版すとぷり はじまりの物語～Strawberry School Festival!!!～ | ライデンフィルム                              | 劇場版アニメ。配給                                                   |

### 声優事務所事業
声優系の芸能プロダクション「響」「HiBiKi」を運営している。
なお、ブシロードグループでは、一時期Vtuberプロダクション「いろどり芸能郵便社」を運営していたが、これはMD部門の株式会社ブシロードクリエイティブによる事業であり、当社は関与しない（ただし、響所属の佐々木未来が演技指導を担当している）。

### クレジットカード事業
2022年1月20日、オリエントコーポレーション・凸版印刷と提携し、ブシロードオリジナルクレジットカード「ブシロードカード」の発行を開始。ブランドはマスターカードのみ、貯まるポイントは「ブシロードオンラインストア」で導入している“ブシロードIDポイント”となる。
- カードデザイン
  - ブシロードカード（赤）
  - ブシロードカード（白）
  - ブシロードカード Ver. カードファイト!! ヴァンガード
  - ブシロードカード Ver. ヴァイスシュヴァルツ
  - ブシロードカード Ver. Reバース for you
  - ブシロードカード Ver. D4DJ Groovy Mix
  - ブシロードカード Ver. D_CIDE TRAUMEREI
  - ブシロードカード Ver. スターダム
  - ブシロードカード Ver. 白蛇: 縁起
  - ブシロードカード Ver. from ARGONAVIS（2022年2月17日追加）
  - ブシロードカード Ver. 少女☆歌劇 レヴュースタァライト（2022年2月17日追加）
  - ブシロードカード Ver. バンドリ！ ガールズバンドパーティ！(2022年3月10日追加）

## 響ブランドについて
先述の通り、インターネットラジオ及び声優事務所は、「響 - HiBiKi -」というブランド名で事業を行っている。
これは、後に株式会社ブシロードメディア（現株式会社ブシロードクリエイティブに合併）となる初代「株式会社響」がブシロードからスピンアウトする形で創業・起業されたもので、ブシロードグループの再編を数回経て、2020年現在は株式会社ブシロードムーブの事業となっている。
なお、初代株式会社響は、他にもインターネット通信販売の事業「HiBiKi EC SHOP!」（略称：響EC）を運営していた（現在、インターネット通信販売は株式会社ブシロードクリエイティブによる「ブシロードオンラインストア」が担う）。
また、現在の株式会社ブシロードミュージックは、元々「株式会社響ミュージック」として設立・起業された響ブランドの事業であった。

### 響ブランドロゴ
「響 -HiBiKi-」というブランド名について、ロゴも存在しており、書道家の武田双龍がデザインしたもので、漢字の「響」が大きく描かれ（なお、“郷”の部分が黒色、“音”の部分が赤色になっている）、その右下に英称の「HiBiKi」が書かれた共通のロゴを使用している。
これは元々、初代の株式会社響の会社ロゴでもあった。
旧響ミュージックでも既存ロゴの「HiBiKi」の右隣に「Music」と追記されたデザインのロゴを使用していた。
なお、旧「HiBiKi EC SHOP!」には、このロゴを用いていなかった。

### 響ブランドの沿革
- 2009年
  - 3月6日 - 初代の株式会社響（以降、初代響）設立
  - 4月1日 - 初代響、インターネットラジオサイト「響 - HiBiKi Radio Station -」オープン
  - 4月22日 - 初代響、「響 - HiBiKi Radio Station -」収録スタジオ（旧）開設
- 2012年10月1日 - 株式会社響ミュージック設立、「響 - HiBiKi Radio Station -」及びグッズ事業・通信販売サイト「HiBiKi EC SHOP!」を初代響より移管
- 2013年6月1日 - 初代響を株式会社ブシロードメディアに商号変更、声優事務所の屋号として『響』継続使用
- 2014年8月1日 - 響ミュージックを株式会社ブシロードミュージックに商号変更、同名のレーベルも同時に消滅。「響 - HiBiKi Radio Station -」及び「HiBiKi EC SHOP!」のサイト名使用継続
- 2015年9月1日 - 声優事務所をブシロードメディアからブシロードミュージックに移管、屋号『響』使用継続。ブシロードメディアから『響』ブランド事業完全撤退
- 2016年
  - 6月15日 - ブシロードミュージック、「HiBiKi EC SHOP!」を閉鎖
  - 9月29日 - 2代目の株式会社響（以降、2代目響）設立、「響 - HiBiKi Radio Station -」及び声優事務所をブシロードミュージックより2代目響へ移管。ブシロードミュージックから『響』ブランド事業完全撤退
- 2020年2月1日 - 2代目響を株式会社ブシロードムーブに商号変更、「響 - HiBiKi Radio Station -」及び声優事務所の屋号として『響』継続使用[4]。